# Joseph-Étienne Blerzy
Joseph-Étienne Blerzy, né le 8 juin 1735 à Paris où il est mort le 23 avril 1821, est un orfèvre actif entre 1768 et 1806.

## Biographie
Il épouse Élisabeth Madeleine Dumoulin (1746-1828).
Apprenti chez François-Joachim Aubert en 1750, il est reçu Maître en le 12 mars 1768.
Il s'établit sur le Pont au Change à l'enseigne à la ville de Leipzig jusqu'en 1785. Sa production est réputée pour la qualité de ses bijoux et de ses boîtes en or.
Son œuvre est représentée au musée du Louvre, au MET de New York, aux musées des Arts décoratifs et Cognac Jay.
Il meurt à l'âge de 85 ans, 10 mois. Il est inhumé le 24 avril au cimetière du Père-Lachaise.